# مؤسسة موانئ خليج عدن اليمنية
مؤسسة موانئ خليج عدن اليمنية  (YPA) هي مؤسسة حكومية اسست بقرار جمهوري سنة 2007، لادارة الموانئ البحرية لليمن في خليج عدن بما في ذلك أساساً ميناء عدن.

## مؤسسة موانئ خليج عدن اليمنية (YPA) هي مؤسسة حكومية يمنية تأسست بموجب قرار جمهوري في عام 2007. تُعنى المؤسسة بإدارة وتشغيل الموانئ البحرية الواقعة في خليج عدن، مع التركيز بشكل رئيسي على ميناء عدن، الذي يُعد أحد أهم الموانئ في المنطقة.محطات
|   | الميناء                      | المحافظة   | القدرة الاستيعابية في سنة | العمق              |
| - | ---------------------------- | ---------- | ------------------------- | ------------------ |
| 1 | ميناء عدن                    | محافظة عدن |                           |                    |
| 2 | محطة عدن للحاويات            | محافظة عدن |                           | 16متر              |
| 3 | محطة المعلا المتعددة الأغراض | محافظة عدن |                           | 11 متر             |
| 4 | ميناء الزيت                  | محافظة عدن |                           | 13.5متر            |
| 5 | محطة خليج عدن                | محافظة عدن |                           | 14 متر             |
| 6 | رصيف السواح                  | محافظة عدن |                           | العمق الأدنى 4 متر |
| 7 | منطقة المخطاف لليخوت         | محافظة عدن |                           |                    |
| 8 | منطقة المخطاف                | محافظة عدن |                           |                    |

## وصلات خارجية
- Port of Aden official site
- Aden Refinery Company